# François Diederich

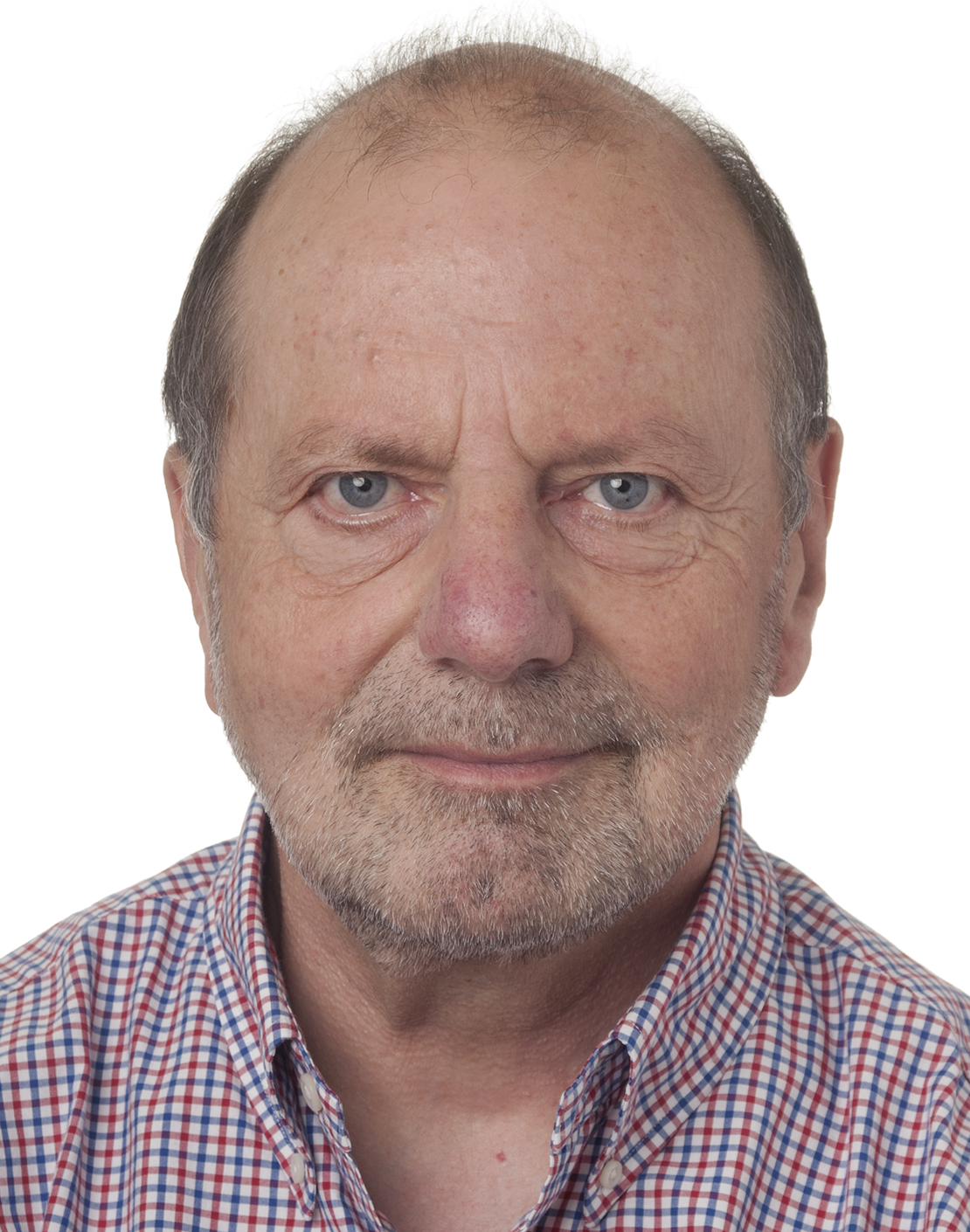
François Diederich (2016)

François Diederich (* 9. Juli 1952 in Ettelbrück, Luxemburg; † 23. September 2020) war ein luxemburgischer Professor am Laboratorium für Organische Chemie der ETH Zürich.

## Leben
Diederich studierte von 1971 bis 1977 Chemie an der Ruprecht-Karls-Universität Heidelberg. Seine Dissertation fertigte er anschließend bei Heinz A. Staab am Max-Planck-Institut für medizinische Forschung in Heidelberg an und wurde 1979 an der Universität Heidelberg promoviert. Dabei gelang ihm die Erstsynthese von Kekulen mit H. A. Staab, einem Ring aus 12 Benzolringen. Nach einem Postdoktoranden-Aufenthalt an der University of California, Los Angeles (UCLA) bei Orville L. Chapman von 1979 bis 1981 trat er eine Stelle als wissenschaftlicher Mitarbeiter am MPI für medizinische Forschung in Heidelberg an.
Nach seiner Habilitation an der Universität Heidelberg im Jahr 1985 wurde er an die UCLA berufen, wo er 1989 zum Full Professor of Organic and Bioorganic Chemistry ernannt wurde. Seit 1992 war er ordentlicher Professor für Organische Chemie am Laboratorium für Organische Chemie der ETH Zürich. Zum 31. Juli 2017 wurde Diederich emeritiert und verblieb als forschungsaktiver Professor an der ETH Zürich. 2019 wurde ihm die Ehrenmitgliedschaft der Gesellschaft Deutscher Chemiker (GDCh) verliehen.

Kekulen

## Arbeitsgebiete
- Molekulare Erkennung in Chemie und Biologie.
- Moderne Medizinische Chemie: molekulare Erkennungsstudien mit biologischen Rezeptoren und strukturbasiertes Design nichtpeptidischer Enzyminhibitoren (Schwerpunkt Anti-Malaria-Wirkstoffe).
- Supramolekulare Nanosysteme und nanostrukturierte Oberflächen.
- Hochentwickelte Materialien auf der Basis kohlenstoffreicher acetylenischer Bausteine: neue organische Super-Akzeptoren und ihre inter- sowie intramolekularen Charge-Transfer-Komplexe, optoelektronische Materialien für elektronische Schaltkreise, chirale makrozyklische und azyklische Allenoacetylene, Verstärkung und Transfer molekularer Chiralität auf die makroskopische Ebene.

Die Arbeiten der Gruppe auf diesen Gebieten werden von synthetischen Anreizen befeuert und machen Gebrauch von zeitgemäßen synthetischen sowie physikalisch-organischen Methoden.

### Auswahl von wichtigen Publikationen
- F. Diederich, K. Dick: A New Water-Soluble Macrocyclic Host of the Cyclophane Type: Host-Guest Complexation with Aromatic Guests in Aqueous Solution and Acceleration of the Transport of Arenes Through an Aqueous Phase, J. Am. Chem. Soc. 1984, 106, 8024–8036, DOI: 10.1021/ja00338a005.
- D. B. Smithrud, T. B. Wyman, F. Diederich: Enthapically Driven Cyclophane Arene Inclusion Complexation – Solvent-Dependent Calorimetric Studies, J. Am. Chem. Soc. 1991, 113, 5420–5426, DOI: 10.1021/ja00014a038.
- R. Ettl, I. Chao, F. Diederich, R. L. Whetten: Isolation of D2-C76: A Chiral Allotrope of Carbon, Nature 1991, 353, 149–153, DOI: 10.1038/353149a0.
- L. Isaacs, R. F. Haldimann, F. Diederich: Tether-Directed Remote Functionalization of Buckminsterfullerene: Regiospecific Hexaadduct Formation, Angew. Chem. Int. Ed. 1994, 33, 2239–2342, DOI: 10.1002/anie.199423391.
- J. A. Olsen, D. W. Banner, P. Seiler, U. Obst Sander, A. D’Arcy, M. Stihle, K. Müller, F. Diederich: A Fluorine Scan of Thrombin Inhibitors to Map the Fluorophilicity/Fluorophobicity of an Enzyme Active Site: Evidence for C–F...C=O Interactions, Angew. Chem. Int. Ed. 2003, 42, 2507–2511, DOI: 10.1002/ange.200351268.
- R. Paulini, K. Müller, F. Diederich: Orthogonal Multipolar Interactions in Structural Chemistry and Biology, Angew. Chem. Int. Ed. 2005, 44, 1788–1805, DOI: 10.1002/anie.200462213.
- K. Müller, C. Fäh, F. Diederich: Fluorine in Pharmaceuticals: Looking beyond Intuition, Science 2007, 317, 1881–1886, DOI: 10.1126/science.1131943.
- L. A. Hardegger, B. Kuhn, B. Spinnler, L. Anselm, R. Ecabert, M. Stihle, B. Gsell, T. Thoma, J. Diez, J. Benz, J.-M. Plancher, G. Hartmann, D. W. Banner, W. Haap, F. Diederich: Systematic Investigation of Halogen Bonding in Protein-Ligand Interactions, Angew. Chem. Int. Ed. 2011, 50, 314–318, DOI: 10.1002/anie.201006781.
- O. Dumele, B. Schreib, U. Warzok, N. Trapp, C. A. Schalley, F. Diederich: Halogen-Bonded Supramolecular Capsules in the Solid State, in Solution, and in the Gas Phase, Angew. Chem. Int. Ed. 2017, 56, 1152–1157, DOI: 10.1002/anie.201610884.
- C. Gropp, N. Trapp, F. Diederich: Alleno-Acetylenic Cage (AAC) Receptors – Chiroptical Switching and Enantioselective Complexation of trans-1,2-Dimethylcyclohexane in a Diaxial Conformation, Angew. Chem. Int. Ed. 2016, 55, 14444–14449, DOI: 10.1002/anie.201607681 .

## Auszeichnungen
- Otto-Hahn-Medaille der Max-Planck-Gesellschaft (1979)
- Dreyfus Teacher Scholar Award (1987)
- ACS Arthur C. Cope Scholar Award (1992)
- Otto-Bayer-Preis für Chemie (1993)
- Janssen Prize for Creativity in Organic Synthesis (2000)
- Havinga Medal (2000)
- Humboldt-Forschungspreis (2005)
- Burckhardt-Helferich-Preis (2005)
- August-Wilhelm-von-Hofmann-Denkmünze (GDCh, 2006)
- ACS Ronald Breslow Award for Achievements in Biomimetic Chemistry (2007)
- Adolf-von-Baeyer-Denkmünze (GDCh, 2011)
- Ehrendoktorwürde Technion, Haifa
- Ernst-Hellmut-Vits-Preis (2014)
- Nauta Award for Pharmacochemistry (2016)
- Ehrenmitglied der GDCh (2019)

## Mitgliedschaften in wissenschaftlichen Akademien
- American Association for the Advancement of Science (Fellow seit 1990)
- Deutsche Akademie der Naturforscher Leopoldina (seit 1998)[5]
- Berlin-Brandenburgische Akademie der Wissenschaften
- American Academy of Arts and Sciences (Foreign Honorary Member)
- Real Academia de Ciencias Exactas, Físicas y Naturales (Spanien, auswärtiges Mitglied)
- US National Academy of Sciences (Foreign Associate)
- European Academy of Sciences and Arts

## Bücher
- mit P. J. Stang und R. R. Tykwinsky (Hrsg.): Modern Supramolecular Chemistry: Strategies for Macrocycle Synthesis. Wiley-VCH, Weinheim 2008.
- mit P. J. Stang und R. R. Tykwinski (Hrsg.): Acetylene Chemistry. Wiley-VCH, Weinheim 2004.
- mit A. de Meijere (Hrsg.): Metal-Catalyzed Cross-Coupling Reactions II. Wiley-VCH, Weinheim 2004.
- mit P. J. Stang (Hrsg.): Templated Organic Synthesis. Wiley-VCH, Weinheim 1999.
- mit H. Künzer: Recent Trends in Molecular Recognition. Springer, Berlin 1998.
- mit P. J. Stang (Hrsg.): Metal-Catalyzed Cross-Coupling Reactions. Wiley-VCH, Weinheim 1998.
- mit P. J. Stang (Hrsg.): Modern Acetylene Chemistry. VCH, Weinheim 1995.